# 降臨堂 (新北市淡水)
降臨堂（こうりんどう、英語: Tamsui Advent Church）は、、台湾聖公会に属する聖ヨハネ科技大学（セント・ジョンズ大学）のチャペルであり、住所は新北市淡水区淡金路四段499号に位置する。

## 沿革
1967年9月、台湾聖公会と上海聖ヨハネ大学と上海聖マリア女学院の同窓会が共同で新埔工業専科学院を設立し、同学院の評議員である王長齢主教は、アメリカ人のデビッド・アイ（艾大維）牧師を宗教教育の推進を担当する初代チャプレンに任命した。当初、学校には専用の礼拝堂はなく、宗教活動のために教室を借りていた。 陳金地師が同校の牧師に就任してからは、元々図書館として使われていた日本家屋で礼拝が行われるようになり、台湾聖公会第10回総会の決議により、礼拝堂は正式に新埔「降臨堂」と名付けられた。
1970年、管理委員会のメンバーであった王長齢主教が主に召され、当初建設予定であった礼拝堂の祭壇に埋葬された。王主教が新埔学院を組織した期間に捧げた奉仕を記念して、新しい礼拝堂は「王長齢主教記念礼拝堂」、別名「降臨礼拝堂」と名付けられ、1972年に建設が開始され、1973年に献堂された。

## 建築
上海聖ヨハネ大学の卒業生である沈祖海が設計した礼拝堂は、聖堂の祭壇となる王長齢主教の墓を中心に配置:されている。礼拝堂のアーチ型のファサードは農夫の帽子を象徴しており、地域社会における信仰の深い掘り下げを表している。また、祭壇の構造は一対の手の形をしており、人々に主の賜物を捧げることを表している。

## 礼拝時間
以下の時間は現地時間（台湾時間）。
- 主日礼拝 - 日曜日 10:00 (AM)

## 参照項目
- 台湾聖公会
- 東京：立教大学諸聖徒礼拝堂・聖パウロ礼拝堂（それぞれ、池袋キャンパス・新座キャンパス）
- 大阪・桃山学院大学大学聖救主礼拝堂